# 北极门国家公园和保护区
北极门国家公园和保护区是位于阿拉斯加的美国国家公园。它是美国最北端的国家公园（整座公园坐落于北极圈北端），面积位居第二，约为8,472,506，近于比利时的面积。公园包含布鲁克斯岭的主要地段。1978年11月1日，成为首个受保护的美国国家纪念区，1980年，在通过了《阿拉斯加国家土地利益法案》后，变成国家公园和保护区。公园内北极门荒原段的大部分地区，覆盖面积为7,167,192英亩均受到保护。荒野保护区与诺阿塔克荒野区毗连，共同构成美国最大的连续性荒野。

## 活动区

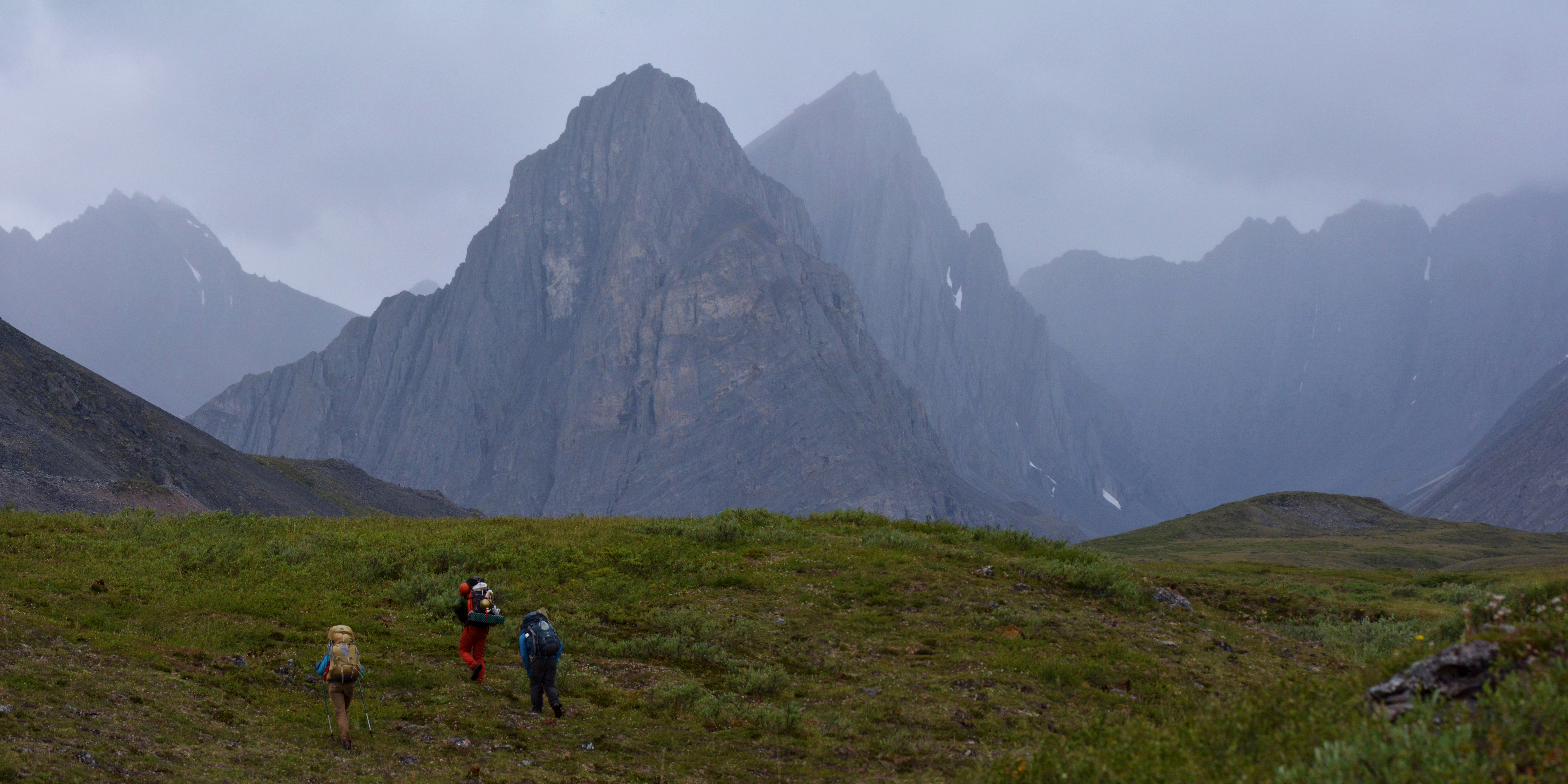
背包客在萨德山谷，位于布鲁克山脉中心一座倾斜沉淀山峰

北极门国家公园和保护区道路不通。参观者需步行或乘出租飞机才能抵达。园区内可露营，除当地公司管理的地点外。公园服务运营部管理范围从贝特尔斯护林站直至公园南部。公园的源头位于费尔班克斯。

## 地理

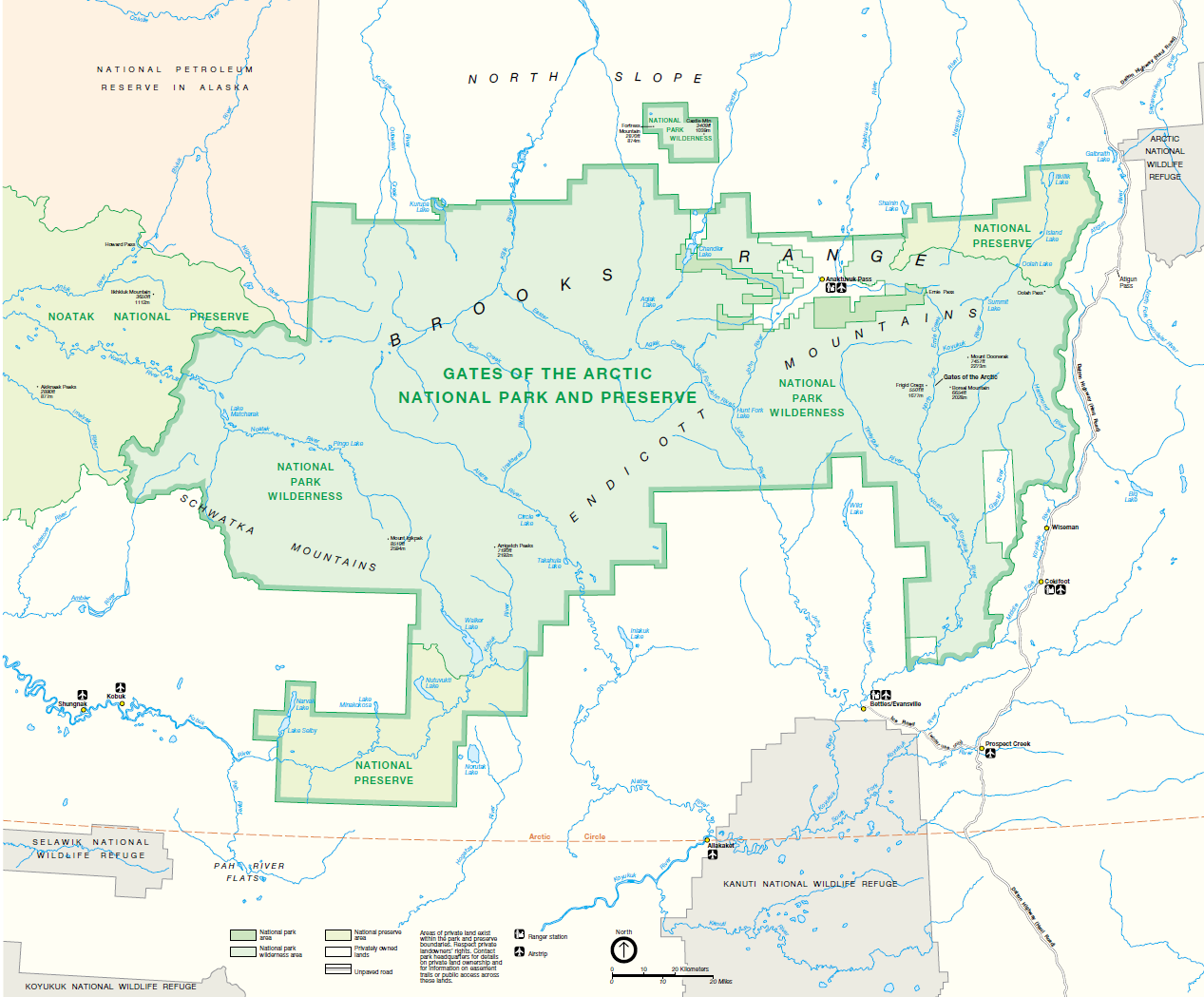
北极门国家公园和保护区地图，同见 [http://www.nps.gov/gaar/planyourvisit/upload/GAARmapHarpersFerry.pdf resolution adjustable pdf map

北极门国家公园和自然保护区位于道尔顿公路西端，布鲁克斯山脉中心，并横贯山脉东端和南端的斜坡上。公园包括恩迪科特山脉和部分斯瓦特卡山脉。北极门的大部分地区被指定为国家公园，只允许当地居民狩猎。唯有国家保护区才准许狩猎。人们需要获得全部许可证和执照，并遵循所有其他州的规章制度，才能在保护区狩猎或设陷。
公园东部边界距达尔顿高速路几英里，再向东10英里是北极国家野生动物保护区的最西端。卡努蒂国家野生动物保护区与公园东南边界接壤，西边连接诺阿塔克国家保留地，阿拉斯加国家石油储备毗连公园西北部中心。除阿纳克图沃克帕斯外，几乎整个公园都被认定为荒原。
公园边界外的10座小型社区被归类为“居民生活区”，以及公园食品和生活的资源区。它们分别是阿拉特纳、阿拉卡基特、安布勒、阿纳克图沃克帕斯、贝特尔斯/埃文斯维尔、休斯、科伯克、诺依克索特、什纳克和怀斯曼。公园内尚未建起公路、铁路、游客设施或野营地。达尔顿公路（阿拉斯加州11号公路）位于公园东部边界10英里内，但从公路抵达公园需穿过一条河。北极跨境游客中心位于科尔德富特附近，开放时间为5月末至11月初，为公园、布鲁克斯山脉自然保护区和避难区、育康河和阿拉斯加北坡提供信息。本地企业或阿拉斯加州掌管了公园和自然保护区约259，000英亩的面积。北极门荒原7,263,000英亩的面积得到保护。
公园山脉包括阿里格奇峰和伊吉克帕克山。公园还有六条特色的自然与风景河流：
- 阿拉特纳河（英语：Alatna River） 83英里（134千米）
- 约翰河（英语：John River (Alaska)） 52英里（84千米）
- 科布克河（英语：Kobuk River） 110英里（177千米）
- 科尤库克河（英语：Koyukuk River）北叉 102英里（164千米）
- 诺阿塔克河（英语：Noatak River）
- 蒂内古克河（英语：Tinayguk River） 44英里（71千米）

## 地质学

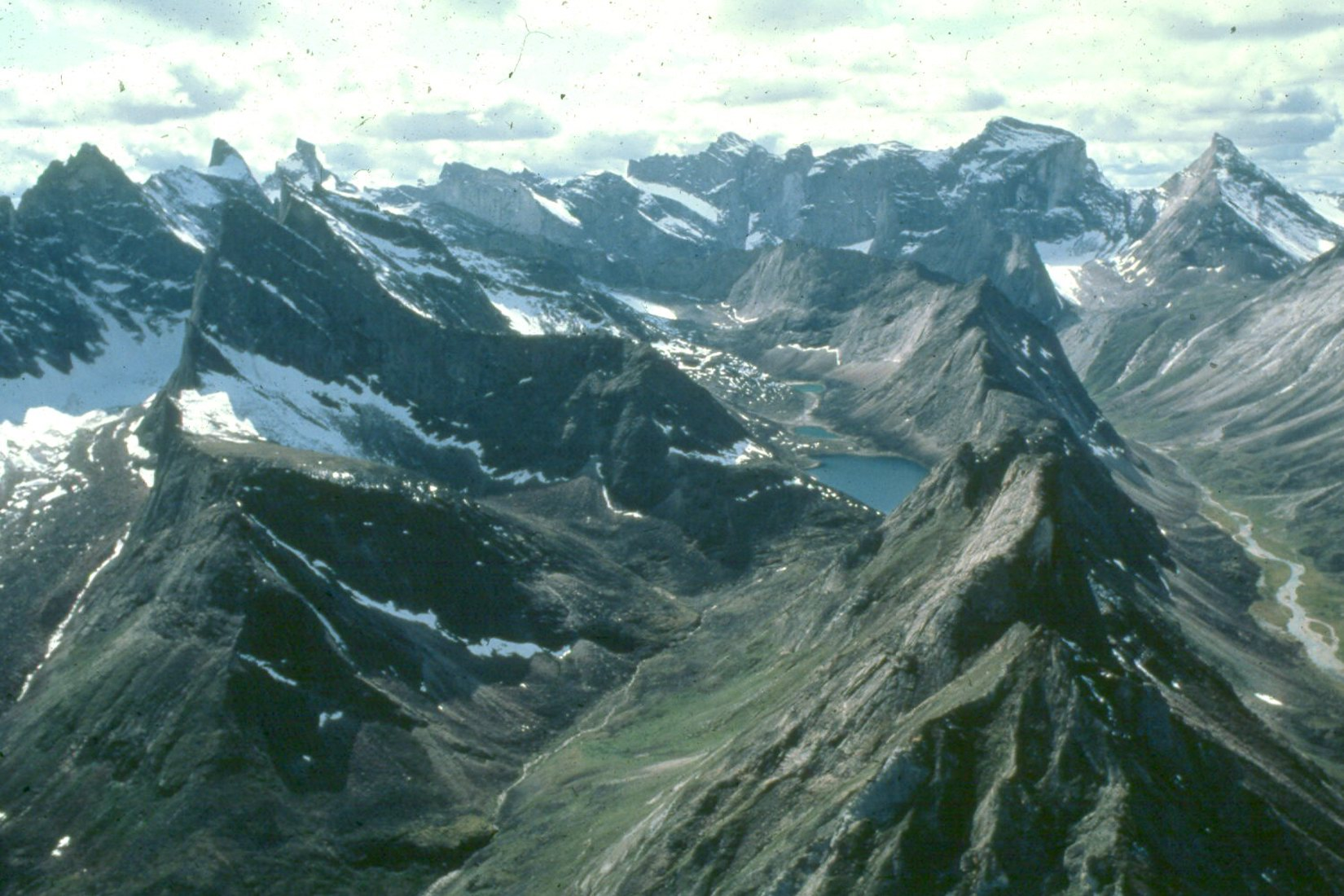
阿里戈奇山峰

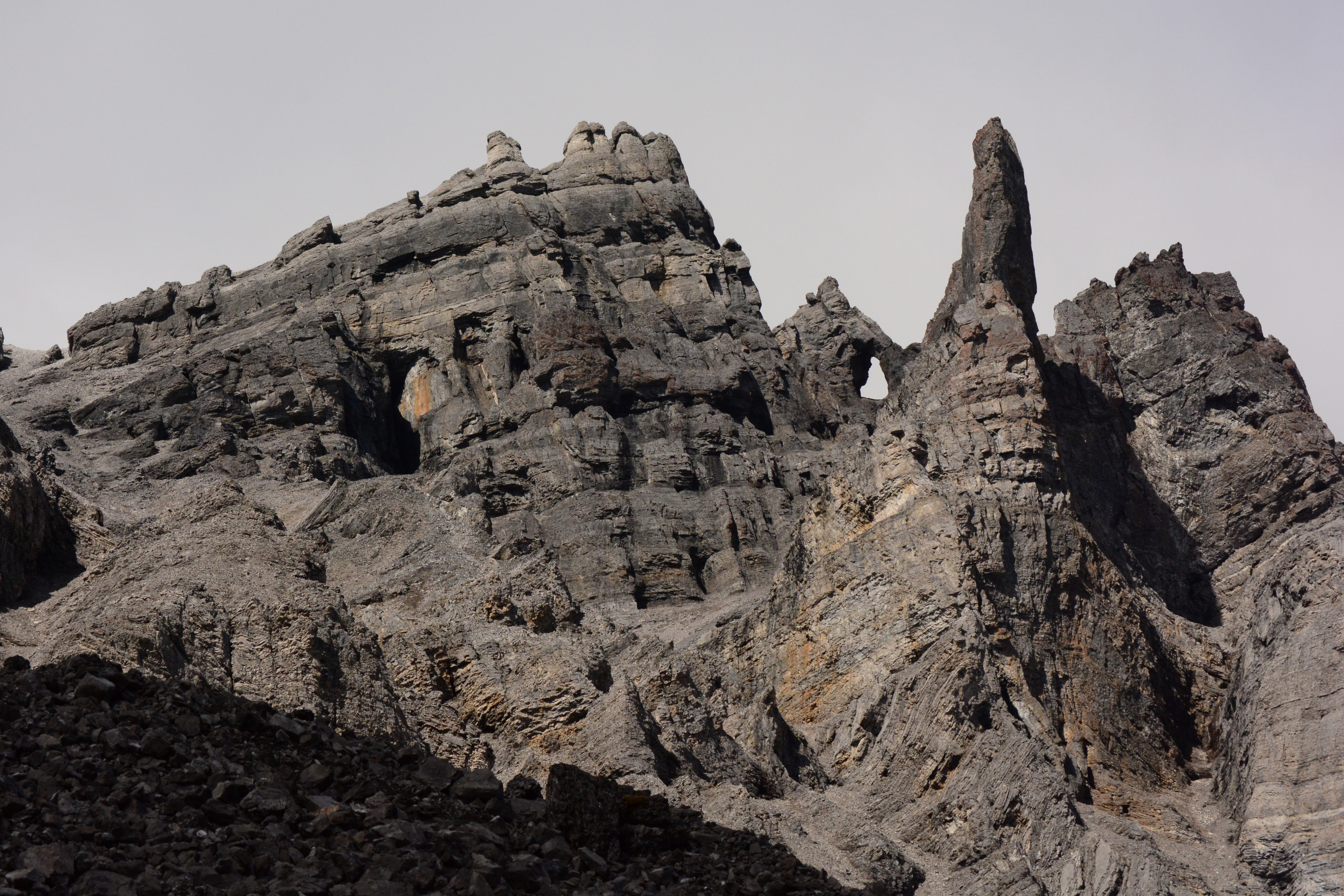
古代海底塑造形成了北极门国家公园。公园的众多地区，风化形成的悬崖、拱门和其他形态。

公园包括布鲁克山脉的中东部地区，向东延伸至科尤库克河中叉，与达尔顿公路和纵贯阿拉斯加管道平行。公园横跨大陆分水岭，隔离了太平洋和北冰洋。公园的极北端包括了平原之间大量的北极圈山麓苔原。布鲁克山脉横贯在公园中心地区，东西走向。山脉北部是安姆布勒尔-尚达拉尔平原，与峡谷和湖泊紧密相连，纵贯东西。公园的极南端包括科布克-塞尔维克低地，是科布克河的源头。布鲁克山脉因反复的冰川作用，最近一次为从24,000年前粗略的1500年至1200年前的伊特吉利科冰川作用。

## 生态学
北方森林延伸至约北纬68°，黑云杉、白云杉和白杨木间杂为特征。这一路线的北端与布鲁克山脉的山脊走向一致，位于冰冷干旱地带，也被称为“北极圈沙漠”。漫长的冬季期间，气温可降至 -70°F（-57℃），短暂的夏季则可达到90°F（32℃）。公园位于北极圈圈层内。
动物则包括驼鹿、灰熊、白大角羊、黑熊、狼和北美驯鹿。北美驯鹿在公园内极为普遍，在阿拉斯加分布最大也最广为人知，豪猪也会在公园呆上一阵时间。北美驯鹿是当地人最主要的食物来源。公园也是白大角羊生活的最北部。棕熊也时常出现在园区内，并受到保护。公园保护区内现存棕熊132只，每100平方英里一只熊的密集数量。

## 历史
游牧民族栖居于布鲁克山脉地区近12，500年，主要以美洲驯鹿和其他野生动物为生。伊特里亚克溪流上的台地遗址是有利的证明距今已有11,500和10,300年之久。此后遗址的弹点、石刀和网距今已有近6,000年。北极圈小型工具传统已有约4,500年，已载入史册。后期的北极圈传统小型工具阶段从公元前2500年至950，伊普塔克阶段已在伊特奇里克湖泊的贝特曼遗址的园区部分载入文档。
早期海岸上的因纽皮特民族出现于1200年，蔓延至布鲁克山脉地区，形成努那缪提部落。努那穆提民族本质上不变的存在直至第二次世界大战，外迁进入阿拉斯加，作为美国战略前哨。部分游牧民族开始定居于山脉地区的小型社区内，特别是阿纳克图沃克帕斯。北德内语支的吉唯奇族也居住在这一区域长达1000年，在历史时期南迁。
阿拉斯加人本质上直至19世纪晚期才开始移民，在克朗代克淘金热时把勘探者带入阿拉斯加之前。该区还能发现一些营地的开发者和调查小组。20世纪早期建立起小型采矿业。
公园命名可追溯至1929年，当荒野活动家鲍勃·马沙尔开发了科尤库克河北叉，遇到系列山脉（福里吉德峭壁和伯雷尔山），一座在河的一侧。他给这个入口命名为“北极门”。20世纪30年代早期，马沙尔在怀斯曼度过，在他1933年出版的书籍《北极圈山庄》讲述了这个地区。20世纪40年代冬季，研究员奥洛斯·穆雷提议保护阿拉斯加地区。
作为布鲁克山脉国家公园的提议最早产生于20世纪60年代，1968年，美国国家公园管理局调查团队建议确认园区面积为4,100,000英亩。是年，内政部长斯徒亚特·乌达尔向总统林登·约翰逊建议让约翰逊使用《古迹保存法》宣称布鲁克山脉和其他阿拉斯加景点为国家纪念区，但约翰逊回绝了。20世纪70年代，阿拉斯加原住民请求权处理法案（ANCSA）推动了对联邦政府土地处理的严肃检查，提出了一系列法案来处理ANCSA规定下的土地保护计划，但20世纪70年代晚期，最终成为阿拉斯加国家土地利益法案（ANILCA）的法规被议会所搁置。1978年12月1日，总统吉米·卡特运用《古迹保存法》宣告大多数阿拉斯加公园区成为国家纪念区，其中包括北极门国家纪念区。1980年，国会最终通过ANILCA，1980年12月2日，北极门国家纪念区正式成为北极门国家公园和保护区。

## 延伸阅读
- Gates Of The Arctic National Park and Preserve （页面存档备份，存于） National Park Service site
- Gates of the Arctic National Park and Preserve（页面存档备份，存于） at the National Park Service Alaska Regional Office